# Arturo Molina
Arturo Molina Henríquez (21 de mayo de 1952, Chuquicamata) es un político chileno, exalcalde de la comuna de Calama, capital de la provincia de El Loa. Ejerció como intendente de la región de Antofagasta desde  diciembre de 2016 hasta  marzo de 2018, durante el segundo gobierno de Michelle Bachelet.

## Biografía

### Primeros años
Se crio en la antigua Población Pizarreño de Calama, ubicada en el sector poniente de la ciudad, compartiendo con 2 hermanos (Rolando y Juan) y 1 hermana (Isolina).
Sus estudios primarios los realizó en la Escuela 16 "República de Bolivia", actual D-37, para luego estudiar en el Liceo Industrial B-9 de Calama.
Continuó sus estudios superiores en la Universidad Técnica del Estado, donde se tituló como Técnico Universitario en Mantenimiento Eléctrica. Al regresar, trabajó como profesor en el mismo liceo del cual egresó, el B-9. Posteriormente ingresó a Codelco Norte, donde cumplió el pasado 11 de junio, 30 años de servicio, llegando a desempeñarse en el cargo de Jefe del Área de Recursos Humanos y Jefe del Departamento de Capacitación y Desarrollo Personal.

### Paso por España
Posteriormente, realizó varios postgrados, entre ellos un diplomado en la Universidad Politécnica de Madrid, recibiendo el título de especialista de Evaluación de Negocios y Proyectos, y un Quality College como Auditor de Calidad en Normas ISO 9000, cursado en Roma.

## Historial electoral

### Elecciones municipales de 2004
- Elecciones municipales de 2004, para la alcaldía de Calama[2]

| Candidato               | Pacto                          | Partido | Votos  | %     | Resultados |
| ----------------------- | ------------------------------ | ------- | ------ | ----- | ---------- |
| Arturo Molina Henríquez | Concertación por la Democracia | PDC     | 22 759 | 46,05 | Alcalde    |
| Esteban Velásquez Núñez | Independientes fuera de pacto  | Ind.    | 14 745 | 29,84 |            |
| Nalto Espinoza Hurtado  | Alianza                        | UDI     | 8052   | 16,29 |            |
| José Barraza Cubillos   | Juntos Podemos                 | ILA     | 3862   | 7,81  |            |

### Elecciones municipales de 2008
- Elecciones municipales de 2008, para la alcaldía de Calama[3]

| Candidato                 | Pacto                         | Partido | Votos  | %     | Resultados |
| ------------------------- | ----------------------------- | ------- | ------ | ----- | ---------- |
| Esteban Velásquez Núñez   | Por un Chile Limpio           | ILA     | 21 277 | 43,33 | Alcalde    |
| Arturo Molina Henríquez   | Concertación Democrática      | PDC     | 17 916 | 36,49 |            |
| Claudia Meneses Oliva     | Alianza                       | RN      | 7823   | 15,93 |            |
| Jorge Alex Godoy Reyes    | La Fuerza del Norte           | FP      | 1166   | 2,37  |            |
| Lupercio Olivares Aguirre | Independientes fuera de pacto | Ind.    | 921    | 1,88  |            |

### Elecciones municipales de 2012
- Elecciones municipales de 2012, para la alcaldía de Calama[4]

| Candidato               | Pacto                          | Partido | Votos  | %     | Resultados |
| ----------------------- | ------------------------------ | ------- | ------ | ----- | ---------- |
| Esteban Velásquez Núñez | El Cambio por Ti               | ILC     | 23 769 | 58,10 | Alcalde    |
| Arturo Molina Henríquez | Concertación Democrática       | PDC     | 13 892 | 33,96 |            |
| Nelson Velásquez Ramos  | Regionalistas e Independientes | PRI     | 3248   | 7,94  |            |

### Elecciones parlamentarias de 2021
- Elecciones parlamentarias de 2021, candidato a diputado por el distrito 3 (Antofagasta, Calama, María Elena, Mejillones, Ollagüe, San Pedro de Atacama, Sierra Gorda, Taltal y Tocopilla)[5]

| Candidato                     | Pacto                   | Partido  | Votos  | %    | Resultado |
| ----------------------------- | ----------------------- | -------- | ------ | ---- | --------- |
| Catalina Pérez Salinas        | Apruebo Dignidad        | RD       | 13 199 | 7.24 | Diputada  |
| Sebastián Videla Castillo     | Nuevo Pacto Social      | IND-PL   | 12 238 | 6.72 | Diputado  |
| Yovana Ahumada Palma          | Partido de la Gente     | PDG      | 11 850 | 6.50 | Diputada  |
| Jaime Araya Guerrero          | Nuevo Pacto Social      | IND-PPD  | 11 619 | 6.38 | Diputado  |
| César Rojas Toro              | Partido de la Gente     | PDG      | 9332   | 5.12 |           |
| Sacha Razmilic Burgos         | Chile Podemos Más       | EVO      | 9230   | 5.06 |           |
| José Miguel Castro Bascuñán   | Chile Podemos Más       | RN       | 8653   | 4.75 | Diputado  |
| Arturo Molina Henríquez       | Nuevo Pacto Social      | PDC      | 7627   | 4.19 |           |
| Marcela Ruz Andrade           | Frente Social Cristiano | PRCh     | 6730   | 3.69 |           |
| Ledy Osandón Ferrer           | Chile Podemos Más       | IND-RN   | 6251   | 3.43 |           |
| Pablo Iriarte Ramírez         | Apruebo Dignidad        | PCCh     | 5799   | 3.18 |           |
| Nargaret Cristi Cariaga       | Partido de la Gente     | PDG      | 5015   | 2.75 |           |
| Maria Angelica Ojeda González | Apruebo Dignidad        | PCCh     | 4883   | 2.68 |           |
| Yerko Alexis Cortés Rojas     | Partido de la Gente     | PDG      | 4739   | 2.60 |           |
| Fernando San Román Bascuñán   | Apruebo Dignidad        | IND-FRVS | 4569   | 2.51 |           |